# Ansaldo Meccanico Nucleare
Ansaldo Meccanico Nucleare S.p.A. (AMN S.p.A.) era un'azienda italiana che operava nel settore dell'energia nucleare. Faceva parte dell'allora Gruppo IRI-Ansaldo.

## Storia
Ansaldo Meccanico Nucleare S.p.A. viene fondata a Genova il 7 novembre 1966 come fusione tra lo Stabilimento Meccanico di Ansaldo e le Fonderie di Multedo, sempre di Ansaldo, con 4 000 dipendenti.
Nel 1967 con General Electric dà vita a Fabbricazioni Nucleari S.p.A. e costruisce lo  Stabilimento per combustibile nucleare di Bosco Marengo.
Nel 1969 Enel chiede ad AMN S.p.A. la costruzione della centrale nucleare di Caorso che viene realizzata in collaborazione con Enel stessa e General Electric Technical Services Co. e inaugurata nel 1978.
Nel 1972 con AGIP Nucleare costituisce Nucleare Italiana Reattori Avanzati S.p.A. (NIRA S.p.A.).
Nel 1973 si aggiudica la costruzione dei due reattori per la centrale elettronucleare Alto Lazio di Montalto di Castro.
L'11 febbraio 1981 diventa Ansaldo Impianti S.p.A.
Nel corso del programma nucleare italiano è stata la società che ha prodotto i reattori nucleari provati (refrigerati ad acqua bollente) su licenza della General Electric e si era preparata a sviluppare il reattore nucleare ad acqua pressurizzata che doveva costituire l'elemento fondamentale del PUN, su licenza Westinghouse, abbandonato insieme al resto con il referendum abrogativo del 1987.
Nel 1989 si fonde con NIRA S.p.A. e dà vita ad Ansaldo Nucleare S.p.A.